# El Alhuate, Ahome
El Alhuate är en ort i Mexiko.   Den ligger i kommunen Ahome och delstaten Sinaloa, i den västra delen av landet, 1 300 km nordväst om huvudstaden Mexico City. El Alhuate ligger 7 meter över havet och antalet invånare är 481.
Terrängen runt El Alhuate är mycket platt. Runt El Alhuate är det ganska tätbefolkat, med 83 invånare per kvadratkilometer. Närmaste större samhälle är Higuera de Zaragoza, 10,2 km norr om El Alhuate. Trakten runt El Alhuate består till största delen av jordbruksmark.